# 오존층

오존층의 오존-산소 주기.

오존층(ozone layer) 또는 오존 차폐물은 지구 성층권의 한 지역으로 태양의 자외선의 대부분을 흡수한다. 그것은 성층권의 다른 가스와 관련하여 여전히 작지만 대기의 다른 부분과 관련하여 고농도의 오존(O3)을 포함한다. 오존층은 오존의 100만분의 10 미만을 포함하는 반면 지구 대기 전체의 평균 오존 농도는 약 0.3분의 1이다. 오존층의 두께는 계절과 지리적으로 다르지만 주로 지구 위 약 15 ~ 35km(9 ~ 22마일) 사이의 성층권의 아래 부분에서 발견된다.
오존층은 1913년 프랑스 물리학자 샤를 파브리(Charles Fabry)와 앙리 뷔송(Henri Buisson)에 의해 발견되었다. 태양을 측정한 결과, 스펙트럼의 자외선 끝에 약 310nm 파장 이하의 방사선이 없는 것을 제외하고는 일반적으로 5,500~6,000K(5,230~5,730°C) 범위의 온도를 가진 흑체의 스펙트럼과 일치하는 것으로 나타났다. 사라진 방사선이 대기 중의 무엇인가에 의해 흡수되고 있는 것으로 추론되었다. 결국 사라진 방사선의 스펙트럼은 단 하나의 알려진 화학물질인 오존과 일치했다. 그것의 특성은 지상에서 성층권 오존을 측정하는 데 사용될 수 있는 간단한 분광 광도계(Dobsonmeter)를 개발한 영국 기상학자 G. M. B. 돕슨에 의해 자세히 탐구되었다. 1928년과 1958년 사이에, 돕슨은 전 세계적인 오존 측정소 네트워크를 구축했고, 이 네트워크는 오늘날까지도 계속 운영되고 있다. 오존의 양을 측정하는 편리한 단위인 "DU"는 그를 기리기 위해 명명되었다.
오존층은 태양의 중주파 자외선의 97~99퍼센트(약 200nm ~ 315nm 파장)를 흡수하며, 그렇지 않으면 표면 근처에 노출된 생명체를 손상시킬 수 있다.
1985년, 대기 연구는 오존층이 주로 클로로플루오르카본 (CFCs)과 같은 산업에 의해 방출되는 화학 물질에 의해 고갈되고 있다는 것을 밝혀냈다. 오존층 파괴로 인해 증가된 자외선이 인간의 피부암 증가와 다른 생태학적인 문제를 포함하여 지구상의 생명체를 위협한다는 우려는 화학 물질에 대한 금지로 이어졌고, 가장 최근의 증거는 오존층 파괴가 느려지거나 멈췄다는 것이다. 유엔 총회는 9월 16일을 국제 오존층 보존의 날로 지정했다.
금성은 또한 그 행성의 표면으로부터 100 킬로미터의 고도에 얇은 오존층을 가지고 있다.

## 오존의 근원
오존을 발생시키는 광화학 메커니즘은 1930년 영국 물리학자 시드니 채프먼에 의해 밝혀졌다. 지구의 성층권 내의 오존은 자외선에 의한 산소분자의 분리에 의해 생성된다.
산소 원자는 그 후 부서지지 않은 산소 분자와 결합하여 오존을 발생시킨다. 오존 분자 역시 불안하나 성층권에서는 수명이 길다. 그리고 자외선이 오존과 부딪히면 그것은 다시 산소 분자와 산소 원자로 나뉘며 오존 산소 싸이클이라는 과정을 계속하게 된다. 이것은 성층권내에 지표로부터 약 10km에서 50km까지의 영역에 오존층을 만든다.
우리 대기내의 오존의 약 90%가 성층권에 들어 있다. 오존 농도는 지표로부터 15~40km 부근에 최대인데 그곳에서 오존의 농도는 2~8ppm이다. 만약 오존의 모두가 해수면 공기압력으로 압축되면 수mm 두께에 지나지 않는다.
대기중의 오존의 10%는 대류권에 포함되어 있는데 그곳에서 우리 기상의 모두가 발생한다. 대류권 오존은 두가지 근원이 있다. 약 19%는 성층권에서 내려온 것인 반면 나머지는 다른 메커니즘으로 더 적은 비율로 발생된 것이다.
화학적 기술
O2 + ℎνuv → 2 O
O + O2 ↔ O3

## 오존층의 발견
오존층의 발견은 성층권의 발견과 함께했다는 것에는 논란이 있다. 성층권의 발견은 19세기 후반에 들어서 열기구를 이용한 대기중의 태양광 분석 실험이 실시되기 시작하면서 부터였다.
대기중에서는 파장이 150~320nm인 자외선을 관측할 수 있지만 지표에서는 거의 관측이 되지 않았다. 이로써 과학자들은 대기중에 파장이 150nm~320nm인 자외선을 흡수하는 것이 있다는 것을 추론할 수 있었다. 그 후 여러 과학자들에 의해 오존의 생성과 파괴시 150 ~ 320nm의 자외선을 흡수한다는 것이 밝혀졌다.

## 자외선 빛과 오존
오존층의 오존 농도는 매우 작지만, 태양으로부터 오는 생물학적으로 유해한 자외선을 흡수하기 때문에 생명체에 매우 중요하다. 질소는 매우 짧거나 진공인 UV (10–100 nm)를 걸러낸다. 질소를 투과할 수 있는 UV 복사는 파장에 따라 세 가지로 나뉘는데, 이를 UV-A (400–315 nm), UV-B (315–280 nm), UV-C (280–100 nm)라고 한다.
모든 생물에게 매우 유해한 UV-C는 고도 약 35km(115,000ft)에 의해 다이옥시겐(< 200nm)과 오존(> 약 200nm)의 조합에 의해 완전히 가려진다. UV-B 방사선은 피부에 해로울 수 있고 일광화상의 주요 원인이며, 과도한 노출은 백내장, 면역계 억제, 유전적 손상을 유발하여 피부암과 같은 문제를 초래할 수 있다. 오존층(약 250nm에서 최대 흡수량으로 약 200nm에서 310nm까지 흡수)은 UV-B를 가려내는 데 매우 효과적이며, 파장 290nm의 방사선의 경우 대기 상층의 강도가 지구 표면보다 3억 5천만 배 더 강하다. 그럼에도 불구하고 일부 UV-B는, 특히 가장 긴 파장에서 표면에 도달하여 포유류의 비타민 D 생성에 중요하다.
오존은 대부분의 UV-A에 투명하기 때문에 이 장파장 자외선의 대부분은 지표에 도달하며, 이는 지구에 도달하는 자외선의 대부분을 구성한다. 이러한 유형의 자외선은 여전히 잠재적으로 신체적 손상, 피부 조기 노화, 간접적인 유전적 손상 및 피부암을 유발할 수 있지만 DNA에 상당히 덜 해롭다.

## 오존홀
오존홀은 극지 등의 오존층의 농도가 급격히 감소하는 것을 말한다.

## 같이 보기
- 대기
- 염화불화탄소
- 몬트리올 의정서 (오존층 보호)